# Waiting for the Sun
| 전문가 평가                          | 전문가 평가 |
| 평가 점수                            | 평가 점수   |
| 출처                                 | 점수        |
| ------------------------------------ | ----------- |
| AllMusic                             | [ 3 ]       |
| Classic Rock                         | [ 4 ]       |
| MusicHound Rock                      | 3.5/5       |
| Rolling Stone                        | (mixed)     |
| The Rolling Stone Album Guide        | [ 7 ]       |
| Slant Magazine                       | [ 8 ]       |
| Virgin Encyclopedia of Popular Music | [ 9 ]       |

《Waiting for the Sun》은 미국의 록 밴드인 도어스의 세 번째 스튜디오 음반이다. 로스앤젤레스의 TTG 스튜디오에서 녹음한 이 음반의 11곡은 1968년 2월부터 5월 사이에 녹음되었으며, 엘렉트라 레코드가 1968년 7월 3일에 발매하였다. 이 음반은 밴드의 유일한 1위 음반 (4주 동안 차트 1위)이 되었고 두 번째 미국 1위 싱글 〈Hello, I Love You〉 (1968년 8월 3일부터 2주 동안)가 수록되었다. 이 음반에서 발매된 첫 번째 싱글은 빌보드 핫 100에서 39위로 정점을 찍은 〈The Unknown Soldier〉이다. 이 음반은 또한 영국에서 처음으로 히트한 음반이 되었으며, 이 음반은 16위로 정점을 찍었다.
많은 곡들이 스튜디오에서 만들어졌다. 폴 A. 로스차일드의 음반 제작은 다수를 차지했고 어느 순간 드러머 존 덴스모어는 짐 모리슨의 행동에 좌절된 세션에서 퇴장했다. 비록 도어스가 그들의 연극 작곡인 〈Celebration of the Lizard〉를 녹음하려고 여러 번 시도했고 이 작품이 음반의 두 번째 면을 차지하도록 의도했지만, 이 곡은 후에 보류되었다. 그러나 〈Not to Touch the Earth〉는 부분의 녹음이 포함되었고 음반의 게이트폴드 슬리브 안에 〈Celebration of the Lizard〉에 대한 가사가 모두 인쇄되었다. 〈Waiting for the Sun〉이라는 곡도 음반 세션 중에 녹음되었으나 잠시 중단되었고 이후 1970년에 음반 《Morrison Hotel》에 생겼다. 음반의 커버는 로스앤젤레스의 로렐 캐년에 있는 폴 페라라에 의해 찍혔다.
2018년 음반 발매 50주년과 동시에, 라이노 레코드가 더블 CD / 싱글 LP판을 발매했다. 이것은 오랫동안 도어스 사운드 엔지니어였던 브루스 보닉에 의해 감독되었다.

## 발매
《Waiting for the Sun》은 1968년 7월 3일에 발매되었는데, 일부 소식통들은 7월 12일에 잘못 언급하였다. 이 음반은 700만 장 이상이 팔렸다. 〈Celebration of the Lizard〉는 음반 원판에는 수록되지 않았지만, 이후 40주년 기념 보너스 트랙으로 〈Not to Touch the Earth〉의 초기 테이크 2곡과 함께 수록되었다(부제: 〈An Experiment/Work in Progressed〉).
2018년 라이노 레코드는 음반 발매 50주년을 기념해 1-LP/2-CD 디럭스 에디션을 발매했다. LP와 첫 번째 CD는 1968년 발매된 오리지널 음반과 동일한 11곡의 마스터 버전을 갖추고 있다. 두 번째 CD에는 이전에 발매되지 않은 14개의 곡이 수록되어 있다. 50주년 기념 에디션에는 40주년 기념 에디션에 수록된 보너스 트랙이 생략되어 있으며, 음반의 모든 트랙을 거칠게 혼합한 것도 특징이다. 도어스의 엔지니어 브루스 보트닉은 "이 믹스들 중 일부는 모든 요소와 추가적인 백 보컬, 그리고 약간의 무형의 거친 부분들이 꽤 매력적이고 신선하기 때문에 더 선호된다"며 청중들에게 몇몇 버전을 추천했다.

## 곡 목록
모든 곡들은 짐 모리슨, 레이 만자렉, 로비 크리거 그리고 존 덴스모어에 의해 작사/작곡하였다.
| #  | 제목                       | 재생 시간 |
| -- | -------------------------- | --------- |
| 1. | 〈Hello, I Love You〉      | 2:14      |
| 2. | 〈Love Street〉            | 2:53      |
| 3. | 〈Not to Touch the Earth〉 | 3:56      |
| 4. | 〈Summer's Almost Gone〉   | 3:22      |
| 5. | 〈Wintertime Love〉        | 1:54      |
| 6. | 〈The Unknown Soldier〉    | 3:22      |

| #  | 제목                             | 재생 시간 |
| -- | -------------------------------- | --------- |
| 1. | 〈Spanish Caravan〉              | 3:03      |
| 2. | 〈My Wild Love〉                 | 3:01      |
| 3. | 〈We Could Be So Good Together〉 | 2:26      |
| 4. | 〈Yes, the River Knows〉         | 2:36      |
| 5. | 〈Five to One〉                  | 4:26      |

## 인증
| 국가                                                  | 인증     | 판매량/출하량 |
| ----------------------------------------------------- | -------- | ------------- |
| 캐나다 (뮤직 캐나다)                                  | 플래티넘 | 100,000^      |
| 프랑스 (SNEP)                                         | 2× 골드  | 200,000*      |
| 독일 (BVMI)                                           | 골드     | 250,000^      |
| 영국 (BPI)                                            | 골드     | 100,000^      |
| 미국 (RIAA)                                           | 플래티넘 | 1,000,000^    |
| *판매량을 기반으로 한 인증 ^출하량을 기반으로 한 인증 |          |               |